# シャヴァンジュ
シャヴァンジュ（仏: Chavanges）は、フランスのグラン・テスト地域圏、オーブ県に属するコミューン。

## 歴史
1965年にシャズリクール（Chassericourt）と合併した。

## 地理
県都トロアから北東に45kmほどいった県北東端に位置する。東西（D6）と南北を通る2本の道路沿いに家屋が立ち並ぶ。北東でジョンクライユと、南東でヴィルレと、南でモンモレンシー＝ボーフォールと、北西でマルジュリ＝アンクールとそれぞれ接する。

## 行政
- 首長 - ギュイ・ピエルソン（Guy Pierson、2001年3月から、ヌーヴォー・セントル所属）
- 前首長 - ベルナール・エクケ（Bernard Hecquet、1989年から2001年3月まで）

## 人口の推移[1]
| 1962年 | 1968年 | 1975年 | 1982年 | 1990年 | 1999年 | 2006年 | 2007年 |
| ------ | ------ | ------ | ------ | ------ | ------ | ------ | ------ |
| 766    | 818    | 721    | 695    | 728    | 689    | 667    | 664    |

議会の定数は首長も含め15。

## 観光スポット
- ヌリシアのサイロ

## ゆかりの人物
- ベルナール・ノエル（1924年 - 1970年） 俳優。この地に埋葬された